# Hassi Mefsoukh
Pour les articles homonymes, voir Hassi.
Hassi Mefsoukh (anciennement Méfessour, puis Renan) est une commune de la wilaya d'Oran en Algérie.
La commune a pris le nom de Renan par décret du 21 août 1893 et a été érigée en commune de plein exercice par décret du 10 avril 1925.

## Géographie
| Gdyel     | Sidi Benyebka  | Arzew      |
| Gdyel     | Hassi Mefsoukh | Aïn El Bia |
| Ben Freha | Ben Freha      | Aïn El Bia |

## Routes
La commune de Hassi Mefsoukh est desservie par plusieurs routes nationales:
- Route nationale 11: RN11 (Route d'Oran).

## Histoire
Le village centre est une des 39 colonies agricoles constituées en vertu du décret de l'Assemblée nationale française du 19 septembre 1848. Il est constitué sur un territoire de 1 202 ha sous le nom de Méfessour, plus tard renommé Renan.
Napoléon III signa un décret, le 31 décembre 1856, érigeant le centre de Gdyel en commune de plein exercice. En 1857, elle comprenait aussi les annexes de El Maghoun (Sainte-Léonie) (rattachée en 1872 à Arzew), Sidi Benyebka, Hassi Mefsoukh et Kristel.

## Personnalités
- Franck Ducheix (1962-), escrimeur français spécialiste du sabre, double médaillé olympique.